# Kasímov
Kasímov (ruso: Касимов, tártaro: Касим, históricamente conocida como: Xankirmän, Gorodéts Meschorski, Novy Nizovói Górod) es una ciudad del óblast de Riazán, en Rusia, el centro administrativo del distrito de Kasímovski. La ciudad se ubica en la ribera derecha del río Oká. 
La primera población de esta área fue la tribu Meshchora, más adelante asimilada por rusos y tártaros.

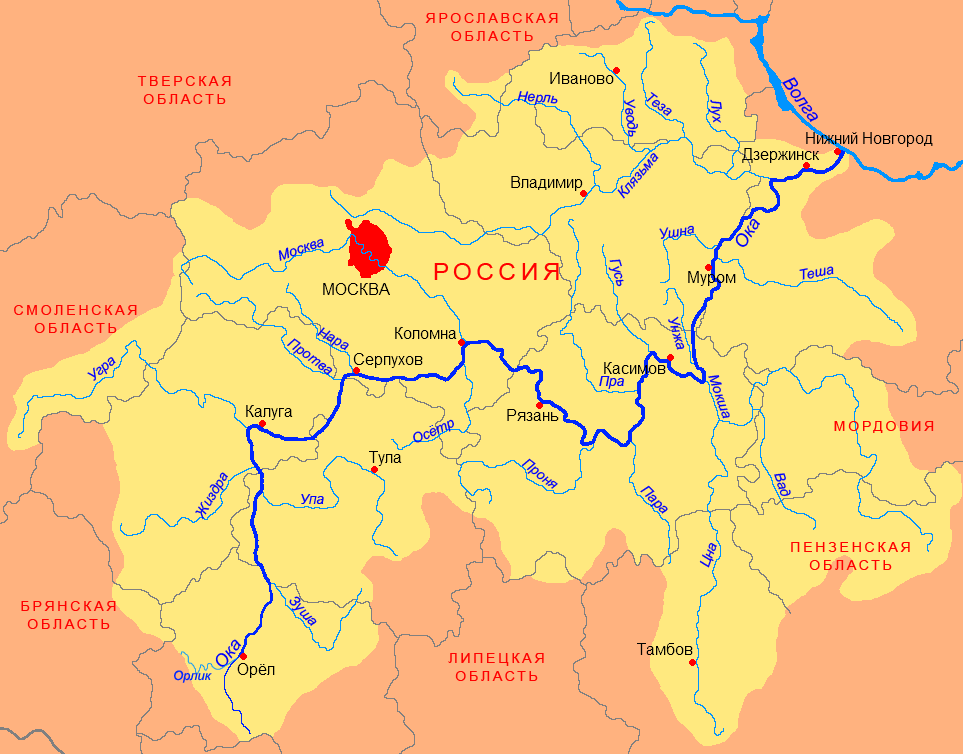
Mapa en ruso del río Oká —afluente del Volga— en el que aparece, en su curso medio-bajo, Kasímov (Касимов)

La ciudad fue fundada en 1152 por Yuri Dolgoruki del principado de Vladímir-Súzdal con el nombre de Gorodéts, luego cambiado a Gorodéts Meschorski (Городец Мещёрский en ruso). En 1376 la ciudad fue destruida por invasores tártaros y mongoles, pero fue reconstruida rápidamente con el nombre de Novy Nizovói Górod (Новый Низовой Город en ruso). Luego de la batalla de Súzdal en 1445, donde el Gran Duque Basilio II fue hecho prisionero, las tierras de Meschora fueron dadas a Ulugh Muhammad, kan del Kanato de Kazán, como pago por la vida del duque.
En 1452, el Gran Duque Basilio II entregó la ciudad al príncipe kazán Qasim khan, quien se alió con los rusos. Otras fuentes cuentan que Qasim y su hermano Iósif huyeron de Kazán luego de que su hermano Maxmud (Mäxmüd) accediera al trono. A partir de 1471, la ciudad fue conocida como ciudad Qasím y fue la capital del Kanato de Qasim hasta 1681 cuando este kanato fue reabsorbido por Rusia. 
Un grupo de tártaros se restablecieron allí en el siglo XV y son conocidos como los tártaros de Qasim, hablan el dialecto Mishar, mezclado con del dialecto tártaro medio del idioma tártaro.
En el siglo XII la ciudad fue separada en tres partes por las autoridades rusas:
- El Posad viejo (Старый Посад en ruso, İske Bistä en tártaro) y la Slobodá tártara (Татарская слобода en ruso, Tatar Bistäse en tártaro) gobernada por el Kanato de Qasim y la nobleza tártara;
- Yamskaya slobodá (Ямская слобода en ruso) donde habitaban siervos rusos, gobernada por Mosú;
- Márfina slobodá (Марфина слобода en ruso, Marfin Bistäse en tártaro) – regida por el gobernador ruso de Kasímov.

Población:
- 1910 – 17.000
- 2000 – 38.000

Población de habla tártara en Kasímov: 
- 1910 – 1.000  - 2000
- 2000 – 500

Edificaciones históricas:
- Mezquita de piedra (1467)
- Mausoleo del Khan Shahgali (Şahğäli) (1555)
- Mausoleo del Khan Afghan Moxammad (Äfğan Möxämmäd) (1658)